# Һ (кирилиця)
Һ, һ — кирилична літера, утворена від латинської h. Її було запозичено з яналіфу. Позначає глухий гортанний фрикативний звук /h/. 
Вживається в казахській (31-ша), башкирській (31-ша), бурятській (23-тя), калмицькій (6-та), татарській (29-та) та якутській (25-та) абетках.